# Quatze
Eine Quatze war ein an der pommerschen Küste verbreiteter Typ von Booten zum Transport lebender Fische, die in Meerwasser im durchlöcherten Rumpf schwammen.
Es gab Seequatzen für den Einsatz auf der offenen Ostsee und Haffquatzen, die in den Haffs und Boddengewässern benutzt wurden. Ligger dienten der stationären Lagerung von lebenden Fischen in den Häfen. Von den Quatzen sind die Quasen zu unterscheiden, ein früher an der schleswig-holsteinischen Küste gebräuchlicher Typ von Fischerbooten.
In Großbritannien waren ähnliche Schiffe als Well smack bekannt, die nach dem in der Schiffsmitte befindlichen Tank benannt waren, der ebenfalls vom Meerwasser durchströmt wurde. Anders als die Seequatzen wurden sie nicht nur zum Transport, sondern auch zum Fischfang eingesetzt.

## Seequatzen

### Schiffbau

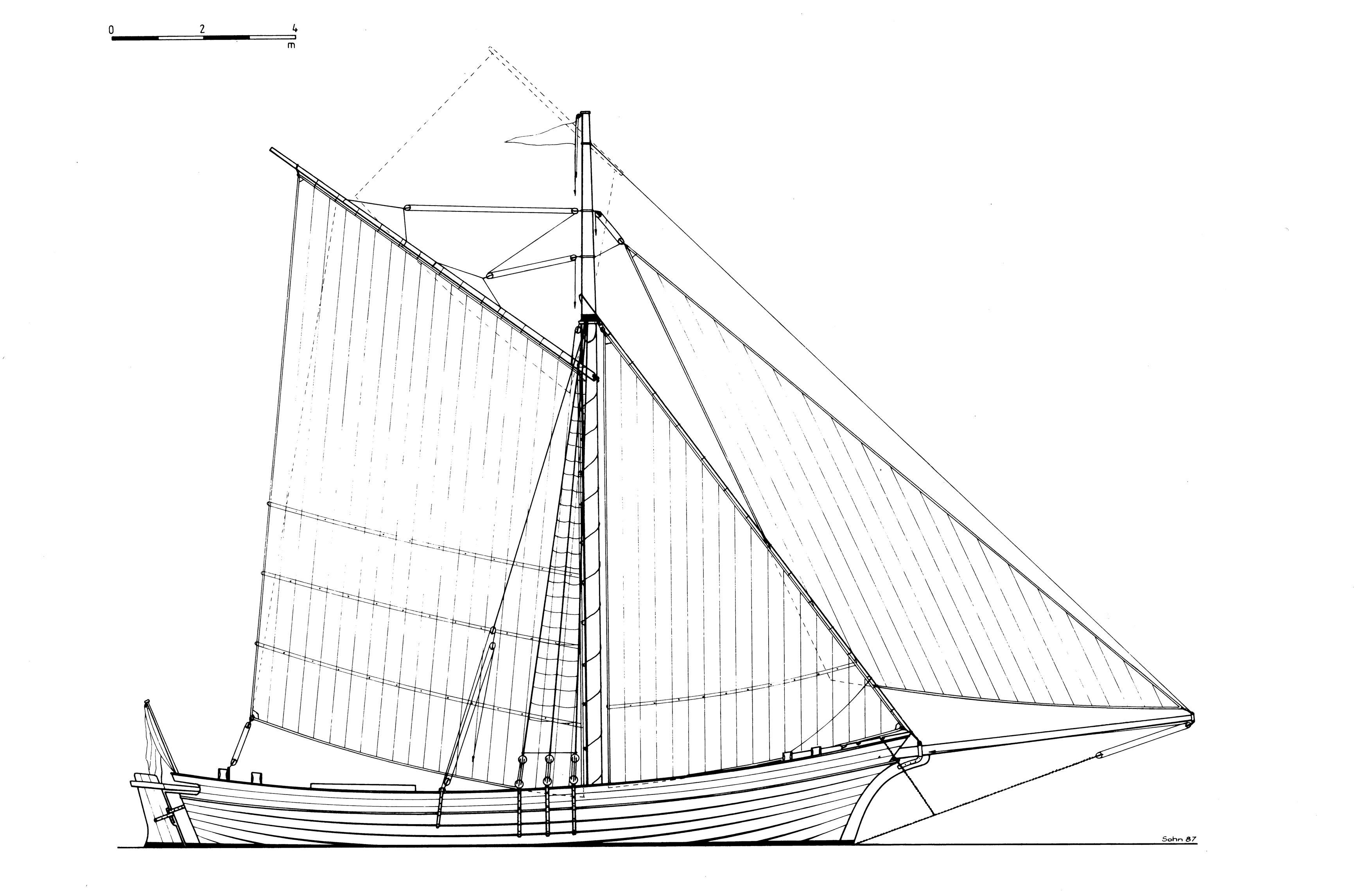
Takelriss der Quatze Hildegard von 1918, nach einem Riss aus dem ehemaligen Meereskundemuseum Berlin. Entwurf von Carl Manthe, Stettin.

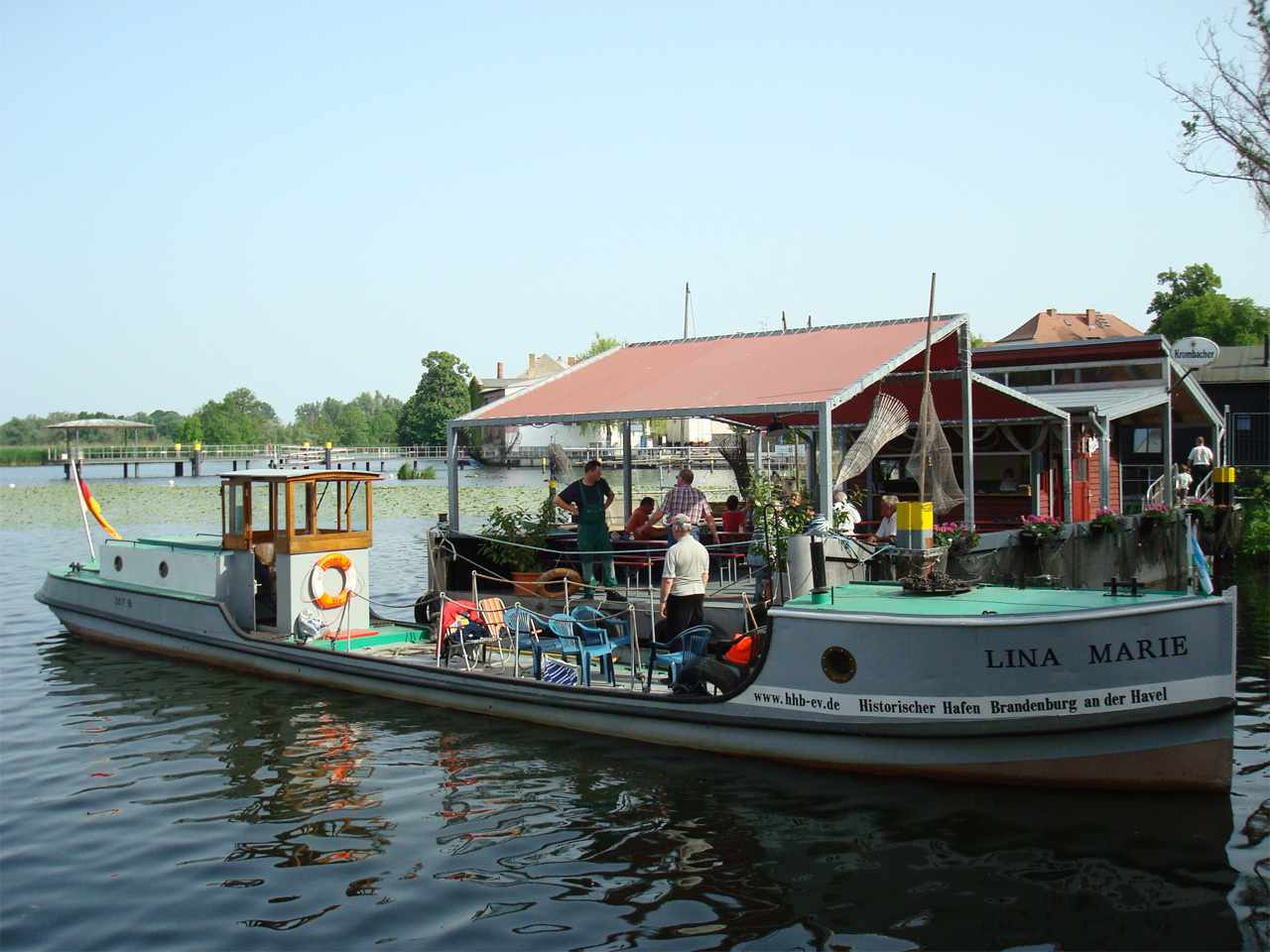
Binnenquatze LINA-MARIE, gebaut 1901 in Brandenburg. Heute Teil des Museumshafens Brandenburg

Die Seequatzen sind auf Rügen in den 1860er Jahren nachgewiesen. Es waren etwa 15 bis 17 m lange Segelschiffe, die ersten waren etwas kleiner, spätere etwas größer. Sie hatten einen 5 bis 8 m langen Laderaum mit einer großen Zahl von Löchern von etwa einem Zentimeter Durchmesser in Schiffsboden und Seitenwänden, durch die Salzwasser eintreten konnte. Dieser Laderaum, die „Bünn“, konnte durch mehrere Schotten unterteilt werden. Es konnten bis zu 140 Zentner Fisch aufgenommen werden.
Der in Klinkerbauweise ausgeführte Rumpf der Quatzen war breit und hatte einen gegenüber Frachtseglern größeren Tiefgang. Seequatzen hatten einen einzelnen, bis zu 80 cm dicken Pfahlmast mit einem einzelnen schmalen Vorsegel und einem großen Gaffelsegel. Nach dem Ersten Weltkrieg wurden einige Quatzen mit Motoren ausgerüstet. Die meisten Quatzen wurden in Wollin gebaut, andere in Ueckermünde, Neuwarp und Wolgast. Die letzten hölzernen Seequatzen sind kurz vor dem Ersten Weltkrieg gebaut worden.
Danach gab es noch vereinzelte Boote in Stahl mit Maschinenantrieb, deren Bauform jedoch nicht mehr mit der Pommerschen Quatze vergleichbar war.

### Verwendung
Die Aufbewahrung der Fische in den Quatzen ist seit dem 17. Jahrhundert nachgewiesen. Das Geschäftsmodell der Quatzenfahrt änderte sich im Lauf der Zeit, war geregelt und galt als „achtbarer Beruf“. Im 18. Jahrhundert durften zum Beispiel die Kolberger „Quatzner“ nur den Fischern im Stettiner Haff ihren Fang abkaufen und ausschließlich in Kolberg anbieten. Widrige Winde und warmes Wetter machten den Transport zum Risiko, es konnten bis zur Hälfte der Fische verenden. Um ihre Ladung deshalb nicht über Bord werfen zu müssen, wichen die Quatzner häufig in die Häfen Schwedisch-Vorpommerns, auch nach Kopenhagen, aus. Somit waren Fahrt und Handel zum Teil illegal und wegen der insgesamt unsicheren Nachfrage wenig ertragreich.
Im 19. Jahrhundert wurde der Fisch außerhalb der Heimatgewässer gekauft und in deutschen Ostseehäfen verkauft. Meist begann die Saison im März oder April mit Reisen nach Schweden, später folgten Fahrten ins Baltikum oder nach Dänemark, vereinzelt bis nach Norwegen und Finnland. Kleinere Quatzen blieben als Aufkäufer vor den Fischereihäfen liegen, während die größeren so genannten Segelquatzen den Transport nach Deutschland übernahmen. Zeitweise haben in der Saison bis zu hundert pommersche Quatzen vor einem Hafen gelegen. Gehörten die Quatzen anfangs ihren Schiffern, so wurden sie gegen Ende des Jahrhunderts von größeren Reedereien aufgekauft.
Je nach Jahreszeit wurden Hecht, Zander, Plötze, Barsch und Aal gehandelt. Der Transport der lebenden Ladung erforderte große Sorgfalt, weil sich die Fische bei zu viel Bewegung und Strömung in den Laderäumen zu Tode stießen. Deshalb konnten die Quatzen nur langsam segeln. Bei großen Verzögerungen auf der Reise auf Grund ungünstiger Wetterverhältnisse konnten ebenfalls viele Fische zugrunde gehen.
Nach einer Blütezeit um das Jahr 1900 ging die Quatzenfahrt bereits vor dem Ersten Weltkrieg zurück und wurde in den 1920er Jahren ganz aufgegeben. Mit der zunehmenden Verbreitung von Eisfabriken wurde es möglich, den Fisch gekühlt zu transportieren und die Verluste zu vermindern, die beim Transport lebender Fische auftraten. Weitere Ursachen waren Ausfuhrbeschränkungen vieler Ostseeanliegerstaaten, die den Fisch selber verarbeiten wollten, und die zunehmende Verschmutzung der Ostsee, die sich beim Transport in offenen Behältern vor allem beim Anlaufen der stark verschmutzten Hafengewässer auswirkte.

## Haffquatzen
Haffquatzen oder Polten waren kleiner als die Seequatzen. Sie wurden als Fischerboote in den Küsten- und Binnengewässern eingesetzt und beteiligten sich im Gegensatz zu den Seequatzen selber am Fischfang.

## Ligger
Ligger waren kleine Boote, die zur Aufbewahrung des von den Seequatzen gelieferten Fischs, vor allem des Aals, benutzt wurden. Wie die Quatzen hatten sie einen durchlöcherten Rumpf. Sie lagen anfangs in den Anlandehäfen, um die Ladung der Quatzen aufzunehmen und lebend zu lagern. Angesichts der immer stärkeren Verschmutzung wurden sie später in Gewässer außerhalb des Hafens gelegt, wo klareres Wasser den Rumpf durchströmen konnte.